# Cupa României 1958/59
Der Cupa României in der Saison 1958/59 war das 21. Turnier um den rumänischen Fußballpokal. Sieger wurde erstmals Dinamo Bukarest, das sich im Finale am 14. Juni 1959 gegen Zweitligist CSM Baia Mare durchsetzen konnte. Titelverteidiger Știința Timișoara war im ersten Spiel ausgeschieden.

## Modus
Alle Spiele – abgesehen vom Finale, das traditionell in Bukarest ausgetragen wurde – fanden alle Spielen auf neutralem Platz statt. Die Klubs der Divizia A stiegen erst in der Runde der letzten 32 Mannschaften ein. Es wurde jeweils nur eine Partie ausgetragen. Stand diese nach 90 Minuten unentschieden, folgte eine Verlängerung von 30 Minuten. Falls danach noch immer keine Entscheidung gefallen war, fand ein Wiederholungsspiel statt. Endete auch dieses Spiel nach Verlängerung unentschieden, zog die klassentiefere Mannschaft in die nächste Runde ein.

## Sechzehntelfinale
| Datum         |                            | Ergebnis             |                             | Ort          |
| ------------- | -------------------------- | -------------------- | --------------------------- | ------------ |
| 8. März 1959  | UTA Arad                   | 3:2 (1:1)            | AMEF Arad                   | Arad         |
|               | CCA Bukarest               | 8:1 (5:0)            | Unirea Focșani              | Brăila       |
|               | Petrolul Ploiești          | 3:0 (2:0)            | Carpați Sinaia              | Bukarest     |
|               | Progresul Bukarest         | 1:0 (1:0)            | Textila Sfântu Gheorghe     | Câmpina      |
|               | Știința Cluj               | 4:2 (3:1)            | CFR Cluj                    | Cluj         |
|               | Farul Constanța            | 2:0 (0:0)            | Marina Constanța            | Constanța    |
|               | Textila Botoșani           | 2:1 n. V. (1:1, 1:0) | Locomotiva Pașcani          | Fălticeni    |
|               | Știința Galați             | 2:1 (1:1)            | Locomotiva Filaret Bukarest | Galați       |
|               | Dinamo Bacău               | 3:2 (2:0)            | Petrolul Moinești           | Piatra Neamț |
|               | Dinamo Bukarest            | 4:0 (1:0)            | Rafinăria Câmpina           | Ploiești     |
|               | Metalul Târgoviște         | 1:2 (0:1)            | Rapid Bukarest              | Ploiești     |
|               | Steagul Roșu Orașul Stalin | 2:1 (1:1)            | Arieșul Turda               | Sibiu        |
|               | Aurul Brad                 | 2:2 n. V. (2:2, 0:2) | Jiul Petroșani              | Simeria      |
|               | CFR Timișoara              | 2:0 (2:0)            | Știința Timișoara           | Timișoara    |
|               | Minerul Aninoasa           | 1:0 (1:0)            | CFR Rovine Craiova          | Târgu Jiu    |
| 15. März 1959 | Minerul Baia Mare          | 3:1 (1:0)            | Voința Oradea               | Carei        |
| 18. März 1959 | Aurul Brad                 | 0:0 n. V.            | Jiul Petroșani              | Simeria      |

## Achtelfinale
| Datum         |                    | Ergebnis  |                            | Ort      |
| ------------- | ------------------ | --------- | -------------------------- | -------- |
| 1. April 1959 | Petrolul Ploiești  | 3:0 (1:0) | Știința Galați             | Brăila   |
|               | CCA Bukarest       | 3:1 (0:0) | Steagul Roșu Orașul Stalin | Câmpina  |
|               | Progresul Bukarest | 2:0 (1:0) | CFR Timișoara              | Craiova  |
|               | Aurul Brad         | 2:1 (1:0) | Minerul Aninoasa           | Deva     |
|               | CSM Baia Mare 1    | 2:0 (2:0) | Știința Cluj               | Oradea   |
|               | Rapid Bukarest     | 3:2 (0:1) | Farul Constanța            | Ploiești |
|               | Dinamo Bukarest    | 1:0 (1:0) | UTA Arad                   | Sibiu    |
|               | Dinamo Bacău       | 4:1 (3:1) | Textila Botoșani           | Suceava  |

## Viertelfinale
| Datum        |                    | Ergebnis  |                   | Ort           |
| ------------ | ------------------ | --------- | ----------------- | ------------- |
| 20. Mai 1959 | Rapid Bukarest     | 3:0 (1:0) | Aurul Brad        | Arad          |
|              | CSM Baia Mare      | 1:0 (0:0) | Petrolul Ploiești | Orașul Stalin |
|              | Dinamo Bukarest    | 3:1 (1:0) | CCA Bukarest      | Bukarest      |
|              | Progresul Bukarest | 2:1 (0:1) | Dinamo Bacău      | Focșani       |

## Halbfinale
| Datum        |                 | Ergebnis  |                    | Ort      |
| ------------ | --------------- | --------- | ------------------ | -------- |
| 3. Juni 1959 | CSM Baia Mare   | 2:1 (1:1) | Progresul Bukarest | Arad     |
|              | Dinamo Bukarest | 5:3 (4:0) | Rapid Bukarest     | Bukarest |

## Finale
| Paarung         | Dinamo Bukarest – CSM Baia Mare |
| Ergebnis        | 4:0 (1:0) |
| Datum           | 14. Juni 1959 |
| Stadion         | Stadionul 23 August, Bukarest |
| Schiedsrichter  | Mihai Popa (Bukarest) |
| Tore            | 1:0 Iosif Szakacs (30.) 2:0 Vasile Anghel (57.) 3:0 Iosif Szakacs (80.) 4:0 Iosif Szakacs (90.)                                                                                                   |
| Dinamo Bukarest | Iuliu Uțu, Cornel Popa, Valeriu Călinoiu, Nicolae Panait, Vasile Alexandru, Ion Nunweiller, Vasile Anghel, Iosif Varga, Alexandru Ene, Iosif Szakacs, Ladislau Köszegi Cheftrainer: Iuliu Baratky |
| CSM Baia Mare   | Solomon Vlad, Victor Mălăieru, Iosif Gergely, Vasilescu, László Gergely (Sulyok), Adalbert Fehér, Elemer Sulyok, Horzsa, Ernestin Drăgan, Ladislau Vlad, Rusu                                     |